# 오다니성

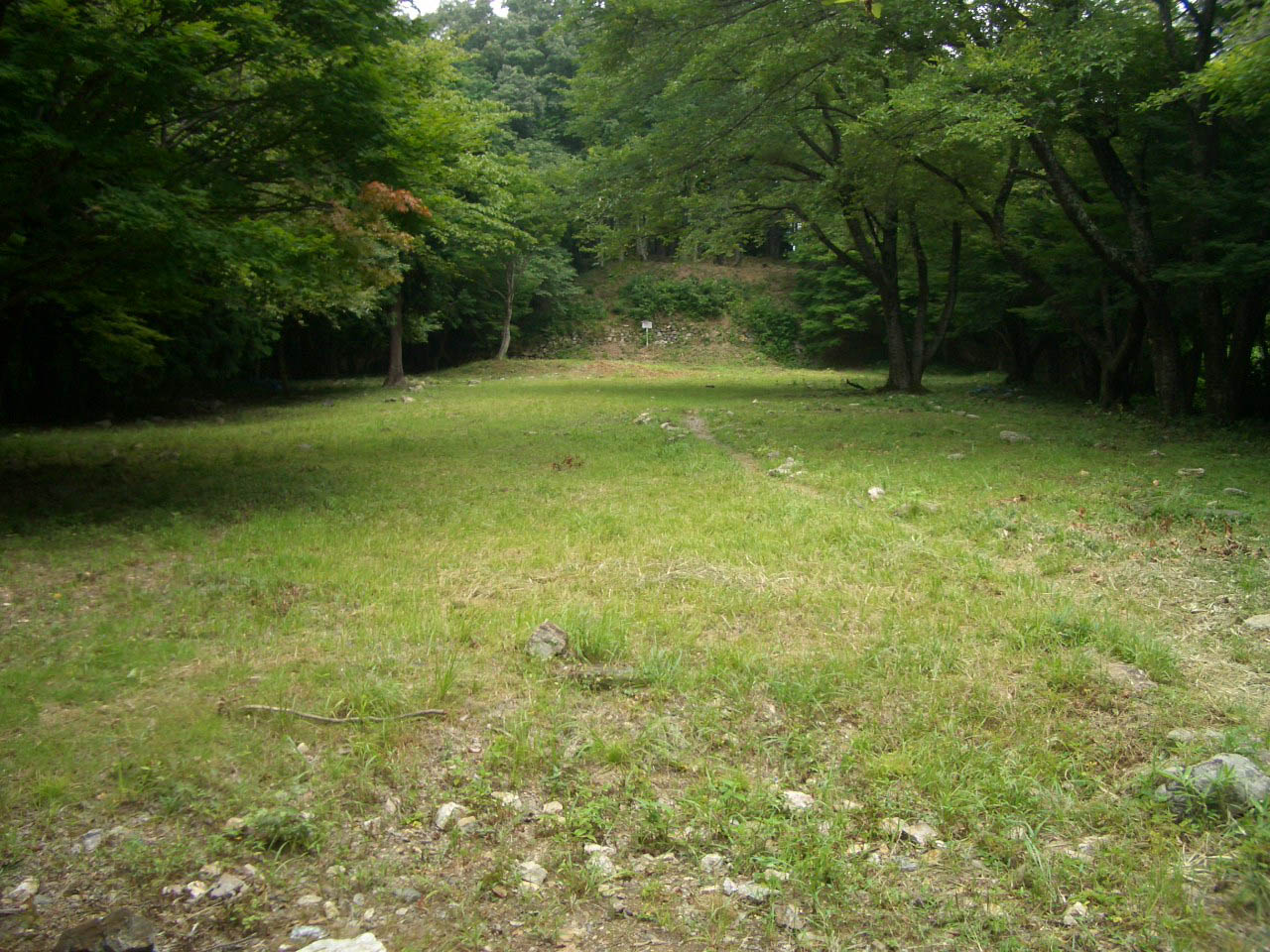
오다니성

오다니성(小谷城 오다니조[*])은 일본 시가현 나가하마시에 있던 성이다. 국가 사적으로 지정되어 있다.